# Ренді Ніксон
Ренді Ніксон (англ. Randy Nixon; нар. 5 листопада 1960) — колишній американський тенісист.
Найвищу одиночну позицію світового рейтингу — 175 місце досяг 16 липня, 1984, парну — 161 місце — 25 серпня, 1986 року.

## Титули на челленджерах

### Парний розряд: (1)
| Ранг | Рік  | Турнір      | Покриття | Партнер    | Суперники               | Рахунок  |
| ---- | ---- | ----------- | -------- | ---------- | ----------------------- | -------- |
| 1.   | 1986 | Берклі, США | Тверде   | Пітер Райт | Майк Бауер Чарлз Строде | 6–4, 6–3 |